# Jäknajaure
Jäknajaure är en sjö i Arjeplogs kommun och Arvidsjaurs kommun i Lappland och ingår i Piteälvens huvudavrinningsområde. Sjön har en area på 7,49 kvadratkilometer och ligger 390,2 meter över havet. Jäknajaure ligger i Piteälven Natura 2000-område. Sjön avvattnas av vattendraget Piteälven. Vid sjöns sydöstra del ligger platsen Jäkna.

## Delavrinningsområde
Jäknajaure ingår i det delavrinningsområde (733393-164241) som SMHI kallar för Utloppet av Jäknajaure. Medelhöjden är 415 meter över havet och ytan är 48,18 kvadratkilometer. Räknas de 348 avrinningsområdena uppströms in blir den ackumulerade arean 5 074,19 kvadratkilometer. Avrinningsområdets utflöde Piteälven mynnar i havet. Avrinningsområdet består mestadels av skog (71 procent). Avrinningsområdet har 8,06 kvadratkilometer vattenytor vilket ger det en sjöprocent på 16,7 procent.